# Binary Alignment Map

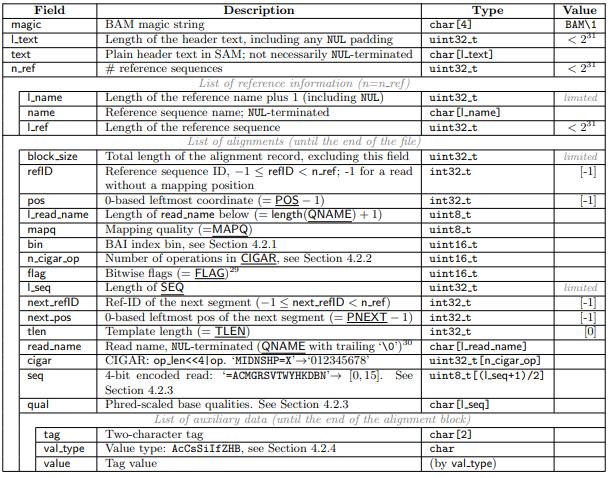
Format BAM ; image de :

Le format cartographie d'alignement binaire, binary alignment map (BAM) est constitué de données brutes complètes sur le séquençage génomique ; il s'agit de la représentation binaire compressée sans perte du format SAM,. La compression utilisée est le format BGZF. Les fichiers BAM peuvent être générés directement par les programmes d'alignement ou par SAMtools. 
Les fichiers BAM possèdent la même structure que les fichiers SAM. Du fait de leur taille réduite, les fichiers BAM sont plus facilement lisibles par les programmes dédiés au séquençage à haut débit. Il existe par exemple des librairies pour lire les fichiers BAM en Python et en R. , Les fichiers BAM triés peuvent être indexés au travers d'un fichier BAI accompagnant, qui sert de table des matières au fichier BAM et permet d’accéder directement des parties spécifiques du fichier concerné (par exemple, une coordonnée chromosomique particulière), ce qui accélère grandement l'accès aux données. Certains logiciels comme IGV, DeepTools et pyDNAse requièrent un index pour lire les fichiers BAM. 

## Voir également
- Format FASTQ
- Format SAM
- SAMtools
- Format CRAM
- Liste des formats de fichiers pour la biologie moléculaire